# Dieudonné Espoir Atangana
Pour les articles homonymes, voir Atangana.
Dieudonné Espoir Atangana, né le 20 mars 1958 à Ngongo (Obala), est un prélat catholique camerounais, évêque de Nkongsamba depuis 2012.

## Biographie
Né à Ngongo dans la paroisse Sainte-Anne d'Efok, il fréquente le petit séminaire Sainte-Thérèse de Mvolyé, puis le grand séminaire interdiocésain de Nkolbisson-Yaoundé. Il perfectionne ses études de théologie à Rome où il obtient un doctorat avec spécialisation en ecclésiologie. Il devient professeur à la faculté de Théologie de l'Université catholique d'Afrique centrale (UCAC), recteur du grand séminaire de Nkolbisson entre 2002 et 2008, puis recteur du grand séminaire interdiocésain de Bertoua.
Il est ordonné prêtre le 21 juin 1986. Le pape Benoît XVI le nomme évêque de Nkongsamba le 26 mai 2012.